# محمدتقی‌خان شیرازی
تقی خان شیرازی فرزند حاجی محمد علی مستوفی شیرازی، پدرش در اواخر دولت صفویه از مقام میرابی به استیقای دیوانی سرافراز گردید، در آغاز استیلای افغانان بر ایران میرزا محمد علی توسط زیردستان خویش کشته شد و اموالش به یغما رفت. پس از روی کار آمدن نادر میرزا، محمد تقی که از احوال آن روزها جان سالم به در برده بود به خدمت نادر پیوست. از آنجا که پس از روی کار آمدن نادر، تقی خان مورد توجه وی قرار گرفت و به فرمانداری فارس منصوب شد و در جنگ با سلطان عمان نیز نقش مهمی داشت. به خاطر اینکه وی در زمان لشکرکشی نادر به هندوستان با ولیعهد - رضاقلی میرزا - رابطه خوبی نداشت و برخی وی را در برانگیختن دشمنی نادر نسبت به پسرش دخیل می‌دانند. 
تقی خان شیرازی در اواخر عمر نادر شاه شورش کرد ولی به سختی شکست خورد و مردم بی گناه شیراز به تلافی شورش او توسط لشکر نادری به سختی غارت و قتل عام شدند.« خلاصه چون مردم اهل و عیال خود را به بقاع و خوانق متبرکه برده بودند اموال و اسباب و قنادیل و قرآن و کتاب و فروش آنها نیز بعرصه نهی و غارت رفت بمثل مشهور که آمدند و کشتند و بردند و رفتند، و دو کله مناره ساختند و از برکت نواب محمد تقی خان دختر و پسر مسلمانان و عیال ایشان بتصرف افغان و ازبک و ترکمان باقصی ممالک توران و ایران رسید »
```
پس از شکست اعضای خانواده‌اش کشته شده یا مانند برده فروخته شدند و خود تقی خان پس از تحمل بی‌احترامی‌های بسیار از یک چشم کور شد.«آن سگ را بعد از سه روز گرفته به اصفهان برده از یک چشم کور و سه پسر او را و میرزا اسمعیل را گردن زدند و برادر میرزا اسمعیل بی تقصیر را که منکر اطوار برادر نابکار بود از دو چشم عاجز و عیال آنها را فروخته و تقی‌خان را خواجه کرده به اردوی نادرشاه بردند»
[
۳
]

با کمال تعجب، تقی خان باز توانست اعتماد نادر را جلب کند و علاوه بر نجات بقیه افراد خانواده‌اش به حکمرانی 
کابل
 منصوب شد و پس از مرگ نادر در خدمت 
احمد شاه درانی
 بود و در 
افغانستان
 درگذشت.
```